# Глубочепы

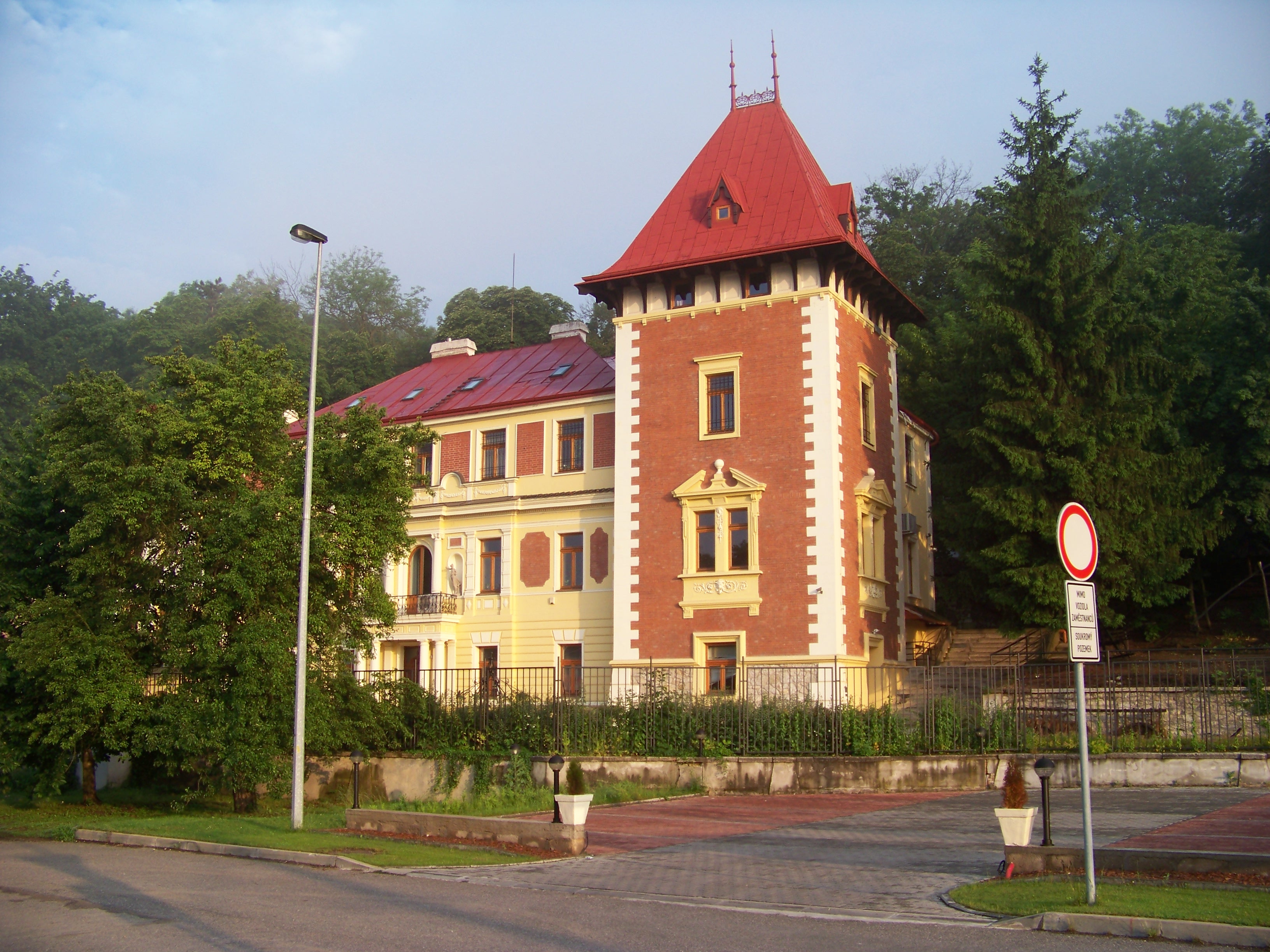
Дворец Швагровка.

Глубочепы  (чеш. Hlubočepy, раньше также чеш. Hlubočerpy) — исторический район в западной части Праги, входит в состав административного района Прага 5.
Кадастровая зона Глубочепы включает непосредственно исторические Глубочепы, Злихов, Баррандов, Сидлиште Баррандов, Жвагов a Клуковице.
Глубочепы появились как небольшой двор, потом деревня. Первое упоминание относится к 1257 году, когда земля принадлежала Вышеградскому капитулу. Позже некоторые участки рядом со Злиховом отошли к Картоускому монастырю. В XV веке частью земли владел Страговский монастырь. В 1436 году император Сигизмунд отвел эти земли для Микулаша из Хотече. В начале XVII века Глубочепы были усадьбой Яхима Славаты из Хлума и Кошумберка, потом принадлежали Коллегиуму иезуитов, с 1773 стали принадлежать церковному фонду.
В составе Праги с 1922 года.
Территория очень богата известью, первые попытки её добычи относятся к 1860 году.
В Глубочепах находятся виадуки на трассе Пражский Земмеринг, замок Глубочепы, Прокопская долина. На Баррандове располагается всемирно известная кинокомпания Barrandov Studios.